# Amore all'italiana
Amore all'italiana è un film del 1966 diretto da Steno. Il film è conosciuto anche con il titolo I Superdiabolici.
Strutturato in 10 episodi, il film racconta gli usi, le consuetudini e i vizi dell'Italia in quell'epoca.

## Trama

### L'esame
Ettore, un elettrotecnico romano, riesce a costruire un particolare radiocongegno per suggerire al figlio quattordicenne Remo le risposte dell'esame di licenza elementare, che il ragazzino sostiene per la terza volta. Solo che il ragazzino si è fatto ingannare dal compagno di scuola, scambiando il radiocongegno con un presunto orologio di Garibaldi. Così facendo il ragazzino si fa bocciare un'altra volta.

### Sangue blu
Un anziano muore lasciando in eredità un miliardo di lire, da dividersi tra i suoi tre nipoti. Ma ciascuno di essi ha intenzione di impossessarsi dell'intera somma, uccidendo gli altri due. Solo che l'anziano non era morto davvero e dopo aver fatto morire dallo spavento una nipote facendole credere di essere un fantasma, guarda gli altri due nipoti morire rispettivamente annegato e seppellito dalle sabbie mobili. Successivamente diventerà musulmano per sposarsi con 6 donne.

### Troppo facile
Su una spiaggia un latin lover sbruffone scommette con gli amici di ricevere alla semplice richiesta un bacio da una bella straniera, ma per tutta risposta si becca un ceffone. Per rifarsi, cerca di prendere per i fondelli un contadino ambulante che vende uova, convincendolo che se rivolgerà alla ragazza la frase Do you want to kiss me? ("Vuoi baciarmi?"), la stessa per la quale ha ricevuto lo schiaffo, questa le comprerà tutte le uova. Invece di schiaffeggiarlo, lei lo prende e se lo porta in cabina sotto lo sguardo attonito degli altri.

### Amore all'italiana
Ricuzzo, dipendente di un facoltoso e gelosissimo barone siciliano, lo inganna facendolo partecipare a un campo nudisti con la moglie, altrimenti il padre di lei non avrebbe pagato delle cambiali. Scoperto l'inganno, il barone scopre inoltre che Ricuzzo è riuscito a fotografare le nudità della moglie. Per evitare lo scandalo il barone è costretto a prendere Ricuzzo come socio e a pagare tutte le spese per la famiglia di quest'ultimo.

### Storia domenicale
Un tifoso ignora che l'amante della moglie è l'arbitro al quale aveva dato del cornuto durante una partita.

### Regalo di nozze
Una coppia di sposi di nome Franca e Arnaldo riceve in regalo un registratore da Flavio, l'ex di lei. Con la voce registrata, Flavio rinfaccia a Arnaldo che l'aveva investito in retromarcia, facendogli perdere una gamba, alla ex di essersi consolata con Arnaldo mentre lui era all'ospedale e del fatto che oltre alla ragazza l'amico gli ha portato via anche la fabbrica che l'ha fatto diventare poi ricco. Detto questo, augura agli sposini un boom, che però non sarà un boom economico, ma l'esplosione della bomba dentro il registratore.

### Gold Fischer
Parodia di una celebre scena del film Agente 007 - Missione Goldfinger. Un agente segreto viene posto sotto tortura da Goldfischer con raggio laser per rivelare la combinazione della cassaforte, con un esito imprevedibile dove verrà colpito nel suo punto più sensibile e a cui deve la sua reputazione con le donne.

### Lo smoking
Un giovanotto verrà mollato dalla fidanzata se non la porterà ad una festa sulla spiaggia, sul cui manifesto è richiesto agli uomini di indossare lo smoking. Non riuscendo a rimediarne uno, si accorge che l'abito è indossato da un americano ridottosi in stato di ubriachezza e intento al suicidio. Per impossessarsene non resta che aiutarlo nel proposito. Dopo aver tentato l'impiccagione, l'esplosione tramite residuato bellico, mancato investimento con treni causa sciopero, cerca di schiacciarlo con un rullo compressore, solo che mette la marcia indietro e schiaccia la vespa. Dopo aver scoperto che l'americano non sa nuotare, lo fa entrare in mare dopo averlo fatto spogliare. Dopodiché si impossessa dello smoking e va alla festa. Il mattino dopo vanno alla spiaggia e lui scopre che la compagna del suicida si trova sulla spiaggia, ubriaca e disperata per aver litigato con lui. Aldunque il giovanotto convince anche lei a morire in mare per impossessarsi del vestito da regalare alla fidanzata.

### Cortesia ferroviaria
In uno scompartimento di un treno, un uomo rude si accende un maxisigaro, senza neanche chiedere il permesso al suo compagno di viaggio. Quando questi gli chiede la cortesia di spegnerlo, subisce una spiacevole conseguenza.

### Play boy
Un fusto sempliciotto di nome Roberto ed un astuto strabico di nome Vittorio scommettono dieci milioni di lire su chi tra i due riuscirà a conquistare un'ereditiera con ogni mezzo. Roberto ha tempo fino a mezzanotte per conquistarla, solo che Vittorio utilizza dei trucchi per impedirgli di vincere. Consapevole che Roberto porta la dentiera, sostituisce le gomme da masticare con altre a cui ha aggiunto del mastice. Roberto ne mastica una ma si accorge che qualcosa non va. Manda la ragazza nella sua camera, e lui torna nella sua per togliersi la dentiera in bagno per scrostarla (senza però rendersi conto della colla nella gomma), dopodiché la appoggia su un ripiano alle sue spalle. Sopra il ripiano c'è uno specchio finto che nasconde un'apertura, da dove Vittorio prende la dentiera. Roberto non trovando la dentiera disperato cerca una spiegazione, nel mentre la ragazza, esasperata dall'attesa, lo chiama al telefono ma non riesce a capirlo. Lo raggiunge in camera ma lui si rifiuta di parlarle per non farle scoprire che è senza denti. Lei chiede perché non vuole parlarle e lui le fa intendere di essere geloso di una foto in una rivista dove lei è abbracciata a un altro. Lei gli spiega che l'uomo è il fratello ma lui finge di non crederle. Lei offesa se ne va. Vittorio rimette la dentiera a posto e con un complice spruzza nella camera della donna uno spray che rende opache le superfici lucide, questo perché lei porta le lenti a contatto, senza le quali vede molto sfocato. Approfittando di ciò, Vittorio, travestito da Roberto, entra nella camera della ragazza facendole credere di essere lui. Intanto il complice aveva inviato un biglietto al vero Roberto, dove la ragazza lo invitava nella sua camera. Questo però era un altro trucco per far vedere che Vittorio aveva vinto la scommessa proprio allo scoccare della mezzanotte, costringendo così Roberto a firmare un assegno di 10 milioni.
Oltre ai dieci episodi, compaiono anche brevissimi spezzoni, nei quali un furbacchione travestito da diavolo avvicina giovani donne sul punto di suicidarsi, convincendole a desistere con la promessa di far loro ottenere tutto ciò che vogliono.
A loro non chiede l'anima come ricompensa, bensì il corpo. Quando le donne chiedono al diavolo di esaudire le loro richieste, lui chiede a ciascuna quanti anni abbia. Una volta saputa l'età, lui risponde loro come facciano alla loro età a credere ancora nel diavolo. Solo che alla fine una delle donne era la sorella di una delle sedotte, che si era prestata per scoprire chi era al fine di farlo picchiare dal fidanzato della sorella. Il finto diavolo così scappa inseguito dall'iracondo fidanzato.

## Colonna sonora
Il commento musicale è composto da Robby Poitevin.
Nel film si ascoltano anche brani interpretati da Gianni Morandi (Se non avessi più te, Non son degno di te, In ginocchio da te, I ragazzi dello shake, Fatti mandare dalla mamma a prendere il latte), Jimmy Fontana (Non te ne andare, Il mondo, Allora sì e Pussy pussy), Rita Pavone (Lui, Che m'importa del mondo), Nico Fidenco (La voglia di ballare) e Luiselle (Andiamo a mietere il grano).

## Produzione
La villa in cui è ambientato gran parte dell'episodio Sangue blu fu girato presso Palazzo Farnese a Caprarola, e altre scene ad Ariccia. Nell'episodio Amore all'italiana, la residenza di Don Salvatore (Vianello) è Villa Parisi, situata nel comune di Monte Porzio Catone, un'altra in piazza San Paolo ad Albano Laziale. Nell'episodio Lo smoking, l'albergo dove soggiorna il turista statunitense (Vianello) si trova nel Lido di Castel Fusano.